# Vincent Sanford
Vincent Sanford, né le 5 décembre 1990 à Lexington au Kentucky, est un joueur américain de basket-ball. Il évolue au poste d'arrière.

## Biographie
Le 29 mai 2018, il s'engage avec l'Élan Chalon. Le 6 juin 2019, il signe au CSP Limoges.
Au mois de juillet 2020, il s'engage avec l'Élan béarnais Pau-Lacq-Orthez pour la saison 2020-2021 de Jeep Élite.